# Stiftsgården Vårdnäs
Stiftsgården Vårdnäs ligger i byn Vårdnäs cirka 30 kilometer söder om Linköping utmed Kinda kanal. Kanalen är sommartid livligt frekventerad av småbåtstrafik eftersom kanalen även fungerar som förbindelselänk i det sjösystem som finns i området. I närheten ligger Vårdnäs kyrka. Närmaste samhälle är Brokind som ligger cirka fem kilometer från gården. Namnet Vårdnäs innehåller det fornnordiska "wardh", som betyder vakt eller vakthållning. 
Den 18 juni 1944 invigdes stiftsgården som under åren utvecklats från att vara en enkel lägergård för stiftets ungdomsverksamhet till att bli en modern konferensanläggning. På gården finns sammanlagt sex olika byggnader formerade i en halvcirkel runt gårdsplanen. Mellangården som uppfördes 1944 som logementsbyggnad byggdes till 2007 och inrymmer idag Birgittasalongen, en stor gemensam sällskapsyta med vidhängande altan med utsikt över Kinda Kanal. Storgården som uppfördes 1960 innehåller restaurang och hotellrum samt reception. 1998 tillkom Nygården som innehåller hotellrum och är sammanbyggt med Mellangården. Gårdens kapell tillkom 1980 och är byggt av timmer från äldre bebyggelse i omgivningen. Utöver dessa finns även Tallgården och Backgården som inrymmer konferenslokaler och logiutrymme. Separat från gårdsklungan ligger den ditflyttade Gammelgården som ursprungligen var prästgårdens husbehovsbränneri, men idag inrymmer boende och sällskapsytor. Stiftsgårdschef är Jonas Ridderström.
Gården ägs och drivs av Svenska kyrkan, Linköpings stift. 

## Orgel
I kapellet finns en orgel byggd 1987 av J. Künkels Orgelverkstad. Den är mekanisk.
| Manual       | Pedal   |
| Rörflöjt 8’  | Bihängd |
| Täckflöjt 4’ |         |
| Flautino 2’  |         |
| Nasat 1 1⁄3’ |         |